# B. Chaudet
B. Chaudet est un ancien arbitre de football des Nouvelles-Hébrides (actuel Vanuatu) dans les années 1970.

## Carrière
Il a officié dans une compétition majeure :
- Coupe d'Océanie de football 1973 (3 matchs dont la finale)